# Imre Nagy
Imre Nagy (wym. [imrɛ nɒɟ], w uproszczeniu /imre nodź/; ur. 7 czerwca 1896 w Kaposvárze, stracony 16 czerwca 1958 w Budapeszcie) – komunistyczny polityk węgierski, premier Węgier podczas rewolucji węgierskiej 1956.

## Życiorys
Pochodził z chłopskiej rodziny, ojciec był stangretem, a matka pokojówką. Po rezygnacji z nauki w 1912 został ślusarzem. Podczas I wojny światowej jako żołnierz armii austro-węgierskiej początkowo walczył i został ranny na froncie włoskim, a następnie przeniesiony na front wschodni w 1915 dostał się do niewoli rosyjskiej. W obozie jenieckim na Syberii stał się komunistą i po rewolucji październikowej walczył w szeregach Armii Czerwonej. Według niektórych źródeł Imre miał być jednym z ochroniarzy biorących udział w rozstrzelaniu cara Mikołaja II, jednakże ze względu na dużą popularność nazwiska Nagy na Węgrzech informacja ta jest podawana w wątpliwość. Działał podczas krótkotrwałego istnienia Węgierskiej Republiki Rad. Od 1929 na emigracji w ZSRR, podczas terroru Wielkiej Czystki był agentem NKWD (pseudonim „Wołodia”), co pozwoliło mu przetrwać jako jednemu z nielicznych działaczy Węgierskiej Republiki Rad. W trakcie II wojny światowej wraz z działaczami takimi jak Ernő Gerő i Mátyás Rákosi prowadził akcję szkoleniową pośród węgierskich jeńców wojennych w ZSRR i propagandową pośród jeszcze walczących oddziałów węgierskich. Dzięki staraniom grupy w październiku 1944 roku na stronę radziecką wraz z grupą oficerów przeszedł generał Béla Miklós.
Od 1944 w rządzie węgierskim z ramienia Komunistycznej Partii Węgier (następnie Węgierska Partia Pracujących) jako minister rolnictwa. W latach 1953–1955 był premierem Węgier. W 1955 roku usunięto go z partii i pozbawiono stanowisk partyjnych i państwowych.
Po wybuchu powstania węgierskiego, 24 października 1956 ponownie wyznaczono go na stanowisko premiera. Dzień wcześniej 300 tys. demonstrantów (głównie studentów) domagało się powołania Nagya na urząd premiera, uniezależnienia się od Związku Radzieckiego, wprowadzenia wolności słowa i prasy oraz przeprowadzenia wolnych wyborów. 1 listopada Nagy ogłosił neutralność Węgier i wystąpienie z Układu Warszawskiego. Oprócz tego anulował system jednopartyjny i rozwiązał policję polityczną Államvédelmi Hatóság (AVH). 4 listopada Armia Radziecka wkroczyła na Węgry, tworząc jednocześnie wierny Moskwie rząd Jánosa Kádára. Imre Nagy i jego współpracownicy schronili się w jugosłowiańskiej ambasadzie. Część wprowadzonych przez Nagya reform uległa zahamowaniu, ale przywrócenie stalinizmu na Węgrzech było niemożliwe za sprawą rozluźnienia kontroli nad społeczeństwem i dopuszczenia wewnętrznej krytyki w Węgierskiej Partii Pracujących.
W kwietniu 1957 Imre Nagya przywieziono do Rumunii i aresztowano. Po tajnym procesie skazano go na karę śmierci i stracono przez powieszenie 16 czerwca 1958. Imre Nagya pochowano w anonimowym grobie. Podczas rządów komunistycznych stał się symbolem oporu przeciw prosowieckiej dyktaturze. 16 czerwca 1989 roku odbył się uroczysty pogrzeb Imre Nagya, w którym wzięło udział około 250 tys. ludzi. Nagya formalnie zrehabilitowano 6 lipca 1989 roku.
Powstał o nim film Niepochowany (węg. A temetetlen halott; reżyseria: Márta Mészáros), gdzie w rolę głównego bohatera wcielił się polski aktor Jan Nowicki.